# Pierre Joseph Cassinne
Pierre Joseph Cassinne ou Cassine, né le 25 juillet 1752 à Landrecies (Nord), mort le 25 novembre 1808 à Briançon (Hautes-Alpes), est un colonel français de la Révolution et de l’Empire.

## États de service
Il entre en service le 2 octobre 1768, comme soldat au régiment des Gardes françaises, et il est nommé caporal le 2 avril 1772, puis sergent le 30 décembre 1779.
Le 1er septembre 1789, il passe lieutenant dans la garde nationale parisienne soldée, et il est envoyé le 5 octobre suivant, à Bellevue avec un détachement de 100 hommes, pour y protéger les princesses de la famille royale. Le jour même, un grand nombre de personnes se présente pour piller le château, et le lieutenant Cassinne, suivant les instructions reçues du général Lafayette, repousse vigoureusement les assaillants, les disperse, et les oblige à prendre la fuite. Cette attaque se renouvelle 15 jours plus tard, avec des effectifs beaucoup plus importants, et qui opposent une forte résistance. Malgré cela, il parvient avec son détachement à les mettre en déroute, et les poursuit jusque dans le parc, où il est blessé d’un coup de feu à la jambe droite.
De retour à Paris, il défend avec un détachement de 50 hommes l’hôtel du ministre de la guerre, qui se trouve assailli par une populace furieuse. Il parvient par sa prudence et par sa fermeté, non seulement à éloigner l’attroupement, mais encore à le dissiper. Il reçoit son brevet de capitaine le 3 août 1791, à la suite du 108e régiment d’infanterie, et il obtient le 1er janvier 1792, une pension de retraite de 1 534 francs. Il est fait chevalier de Saint-Louis le 15 janvier suivant.
Alors qu'il est rentré dans ses foyers, le gouvernement le rappelle le 29 mars 1793, en tant qu’agent militaire supérieur de la levée de 300 000 hommes pour le recrutement de l’armée du Nord. Le 9 octobre 1793, il est nommé par le Comité de salut public, adjoint au représentant du peuple Vidalin, pour la levée de 40 000 chevaux destinés à l’armée du Nord, et pour l’encadrement de la cavalerie.
Le 8 avril 1794, il passe commandant temporaire de la place de Doullens, et le 26 janvier 1796, il devient titulaire de ce poste. En 1796, un incendie s’est déclaré dans un des bâtiments militaires de la citadelle, tout près du magasin des poudres, et le feu ayant pris une telle ampleur, qu’il est impossible de s’en rendre maitre. N’écoutant que son courage, le commandant de la place s’élance à travers les flammes et parvient à empêcher la communication du feu à la réserve de poudre. 
Dans la nuit du 5 au 6 mars 1800, une bande de brigands armés arrête à une lieue de Doullens une diligence chargée de 78 000 francs appartenant au gouvernement. L’escorte peu nombreuse est mise en fuite et la voiture pillée. Informé de cet attentat, Cassine monte à cheval, accompagné de la gendarmerie, et donne l’ordre à une partie de la garnison de le suivre. Rendu sur les lieux, il poursuit les brigands, qui se sonnt enfoncés dans un bois voisin, mais il ne trouve que 33 000 francs abandonnés par eux.
Il est promu colonel le 5 octobre 1803, du 48e régiment d’infanterie, et il est fait chevalier de la Légion d’honneur le 11 décembre suivant, puis officier de l’ordre le 14 juin 1804.
En l’an XII et en l’an XIII, il sert aux armées du Hanovre et des côtes de l’Océan. Le 29 août 1805, il est nommé commandant d’armes à Briançon, et le 23 octobre suivant, il est investi provisoirement par l’Empereur du commandement de Munich. Rendu à Briançon à la fin de la campagne de 1805, il meurt à son poste le 25 novembre 1808.

## Sources
- A. Lievyns, Jean Maurice Verdot, Pierre Bégat, Fastes de la Légion-d'honneur, biographie de tous les décorés accompagnée de l'histoire législative et réglementaire de l'ordre, Tome 3, Bureau de l’administration, 1844, 529 p. (lire en ligne), p. 61.
- « Cote LH/443/9 », base Léonore, ministère français de la Culture
- Robert Legrand, Aspects de la Révolution en Picardie, Volumes 7 à 17, imprimerie Yvert, 1961, p. 112.